# Bermiella
Bermiella is een geslacht van rechtvleugeligen uit de familie veldsprinkhanen (Acrididae). De wetenschappelijke naam van dit geslacht is voor het eerst geldig gepubliceerd in 1912 door Bolívar.

## Soorten
Het geslacht Bermiella  is monotypisch en omvat slechts de volgende soort:
- Bermiella acuta (Stål, 1878)